# Доля, Гульсум Амеровна
Гульсум Амеровна Доля (урожд. Мазитова) (род. 28 ноября 1946 года) — советская пловчиха в ластах, мастер спорта СССР международного класса (1971).

## Карьера
Участница чемпионата Европы 1971 года. Стала чемпионкой в эстафете, а в личном зачёте завоевала 2 серебряные и 1 бронзовую награду.
В настоящее время выступает на соревнованиях ветеранов .